# Plounévez-Moëdec
Plounévez-Moëdec (en bretó Plounevez-Moedeg) és un municipi francès, situat a la regió de Bretanya, al departament de Costes del Nord. L'any 2006 tenia 1.413 habitants. A l'inici del curs 2007 el 50% dels alumnes del municipi eren matriculats a la primària bilingüe. El consell municipal ha aprovat la carta Ya d'ar brezhoneg.

## Demografia
| 1962                                       | 1968  | 1975  | 1982  | 1990  | 1999  |
| ------------------------------------------ | ----- | ----- | ----- | ----- | ----- |
| 1.922                                      | 2.066 | 1.980 | 1.641 | 1.482 | 1.347 |
| Des de 1962: població sense dobles comptes |       |       |       |       |       |

## Administració
| Període | Identitat     | Partit |
| ------- | ------------- | ------ |
| 2008-   | Gérard Quilin |        |